# Káun
Káun (románul: Căoi) falu Romániában, Erdélyben, Hunyad megyében.

## Fekvése
Dévától 17 kilométerre nyugatra, a Pojána Ruszka hegységben fekszik.

## Népessége
- 1785-ben 31 lakost írtak benne össze, öt évvel később, 1790-ben azonban már 52 görögkatolikust. Lakói vallási hovatartozása vitatott lehetett, mivel az ortodox főesperesség 1785-ös népszámlálása nyolc családfőjét ortodoxként vette föl.[1]
- 1910-ben 120 lakosából 117 román, három pedig egyéb (valószínűleg cigány) anyanyelvű volt; 78 görögkatolikus és 42 ortodox vallású.
- 2002-ben mindössze 14-en lakták, valamennyien ortodox vallásúak.

## Története
A történettudomány a középkor végi Kávapataka, Kávapatak vagy Káva nevű faluval azonosítja (1387, Cauapathaka, 1453, Kawa, 1491, Kawapathak), amely 1491-ben a dévai váruradalomhoz tartozott. Hunyad vármegyei román falu volt. 1765 és 1851 között lakói egy része az első erdélyi román határőrezredben szolgált. Határában rézbánya működött, amelyre a helyén ma található meddőhányó emlékeztet.

## Jegyzetek

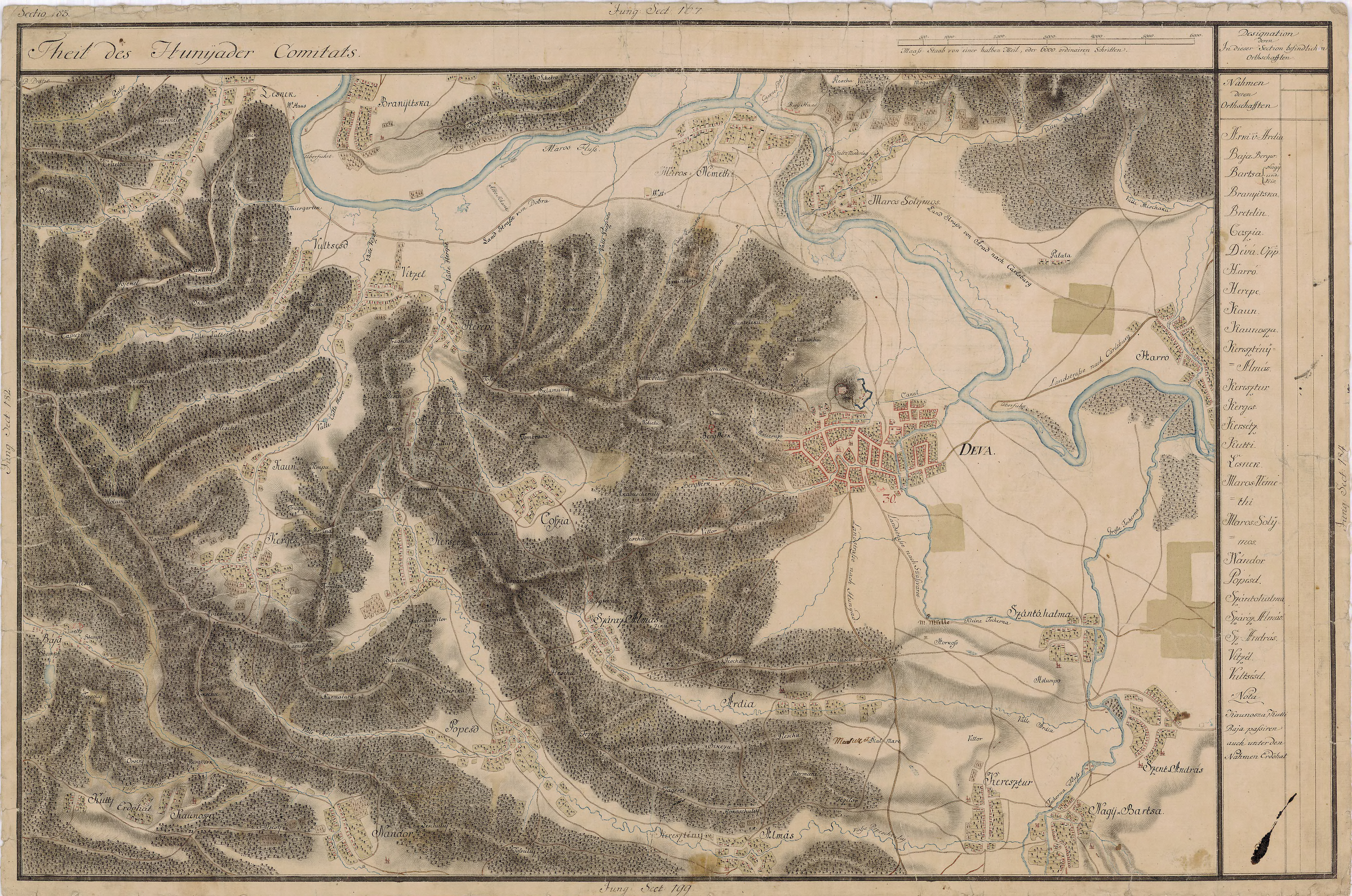
Káun vidéke 1769–73 között